# Більчич Владислав Миколайович
Бі́льчич Владисла́в Микола́йович (нар. 1 жовтня 1940, с. Северне, Хабаровського краю, РРФСР) — голова Центрального правління Українського товариства сліпих (з травня 1994 р.). Член Комісії Європейського Союзу сліпих з технічних служб і засобів.

## Нагороди
Нагороджений орденами «За заслуги» 2-го ступеня (2011), 3-го ступеня (2003), «Знак Пошани» (1974). Має почесне звання «Заслужений працівник промисловості України» (1997). Є мінорітарним акціонером ПАТ «Укрсоцбанк» (0,0003% акцій банку).